# 甲磺隆
甲磺隆（英語：Metsulfuron-methyl）是一种磺酰脲类除草剂，用于除去阔叶杂草和一些一年生野草。甲磺隆是一种人工合成的有机化合物，具有叶片和土壤活性，能抑制嫩芽和根尖的细胞分裂。甲磺隆在土壤中会持久残留，因此在很多国家不推荐使用，对鱼类、鸟类、哺乳动物和昆虫有较低的毒性，但对眼睛有一定的刺激性。